# Bloqueo (ajedrez)
Un bloqueo o una interposición es una táctica defensiva en el ajedrez en respuesta a un ataque que consiste en interponer una pieza entre la pieza atacante del oponente y la pieza que está siendo amenazada.
Este tipo de bloqueo solo funciona si la pieza que ataca es de un tipo que pueda moverse linealmente en un número indefinido de cuadros, tales como la reina, la torre o el alfil, y hay al menos un cuadro vacío en la línea entre la pieza que ataca y la pieza que está siendo atacada. El bloqueo no es una opción cuando la pieza que ataca está directamente adyacente a la pieza que está atacando, o cuando la pieza atacada es un caballo, porque los caballos pueden "saltar sobre otras piezas" y no pueden ser bloqueadas. Cuando se bloquea el ataque de un oponente a una pieza, la pieza bloqueadora queda en cierta medida inmovilizada, ya sea de forma relativa o absoluta, hasta que un futuro movimiento de cualquiera de los dos lados permita desbloquearla. 
El jaque de un rey por una reina, torre o alfil del oponente puede bloquearse a veces moviendo una pieza a una casilla en la línea entre la pieza del oponente y el rey jaqueado. La pieza de bloqueo es entonces absolutamente clavada al rey por la pieza de ataque. 
Otro tipo de interposición en el ajedrez puede incluir colocar una pieza entre dos piezas del rival donde una de esas piezas protege a la otra, o ambas se protegen mutuamente. Esa táctica del ajedrez puede ser llamada interferencia.

## Bloqueo e iniciativa
Cuando el ataque no puede ser ignorado, el jugador atacante tiene la iniciativa. El jugador defensor puede adquirir la iniciativa bloqueando y atacando al mismo tiempo, atacando a un atacante indefenso con la pieza de bloqueo, con un ataque descubierto, o cuando el bloqueo es también un jaque o un contrajaque.